# Alto Comisionado Saudita para la ayuda a Bosnia y Herzegovina
El Alto Comisionado Saudita para la ayuda a Bosnia y Herzegovina fue una organización caritativa fundada en 1993 por el entonces príncipe saudita Salmán bin Abdulaziz y apoyada por el rey Fahd. Presuntamente, contribuyó con 600 millones de dólares a la asistencia de los musulmanes bosnios empobrecidos por la guerra civil en la antigua Yugoslavia antes de ser clausurada por la fuerza en 2001.
Entre los artículos encontrados en la sede del Alto Comisionado en Sarajevo cuando fue asaltada por las fuerzas de la OTAN en septiembre de 2001 había fotografías previas y posteriores a los atentados terroristas contra el World Trade Center, las embajadas estadounidenses en Kenia y Tanzania y el USS Cole; mapas de edificios gubernamentales en Washington; material para falsificar insignias del Departamento de Estado norteamericano; archivos sobre el manejo de aviones de fumigación; y material antisemita y antiestadounidense dirigido para niños. Entre los seis argelinos que serían más tarde apresados en el centro de detención de Guantánamo por conspiración para atentar contra la embajada de Estados Unidos en Sarajevo había dos empleados del Comisionado, incluido un miembro de la célula que estaba en contacto telefónico con Abu Zubaydah, subalterno de Osama bin Laden y comandante de los operativos de Al Qaeda.
El Alto Comisionado fue galardonado con el Premio Internacional Rey Faisal el mismo año 2001, antes de la redada en sus instalaciones.